# نجار (شاهین‌دژ)
نجار روستایی از دهستان کشاورز، بخش کشاورز، شهرستان شاهین‌دژ، استان آذربایجان غربی در ۱ کیلومتری غرب شهر کشاورز قرار دارد. جمعیت این روستا در سال ۱۳۸۵، برابر با ۸۰۱ نفر و ۲۰۲ خانوار بوده‌است